# Zapasy na Igrzyskach Boliwaryjskich 2009
Turniej w ramach Igrzysk w Sucre w 2009 roku. 

## Tabela medalowa
Gospodarz zawodów został zaznaczony kolorem.
| Poz.  | Państwo   |    |    |    | Łącznie |
| ----- | --------- | -- | -- | -- | ------- |
| 1.    | Wenezuela | 13 | 7  | 0  | 20      |
| 2.    | Kolumbia  | 6  | 3  | 4  | 13      |
| 3.    | Peru      | 1  | 4  | 11 | 16      |
| 4.    | Ekwador   | 0  | 6  | 2  | 8       |
| 5.    | Boliwia   | 0  | 0  | 3  | 3       |
| Razem | Razem     | 20 | 20 | 20 | 60      |

## Wyniki

### W stylu klasycznym
| Waga   | złoty               | srebrny           | brązowy          |
| ------ | ------------------- | ----------------- | ---------------- |
| 55 kg  | Jorge Cardozo       | Andrés Montaño    | José Magallanes  |
| 60 kg  | Iván de Jesús Duque | Wuileixis Rivas   | Jean Canchumanta |
| 66 kg  | Luis Liendo         | Yanh Franco Rojas | Milton Guallapa  |
| 74 kg  | Alexander Brazón    | Sixto Barrera     | José Escobar     |
| 84 kg  | Cristian Mosquera   | Yorgen Cova       | Pool Ambrocio    |
| 96 kg  | Erwin Caraballo     | Jarlis Mosquera   | Félix Isisola    |
| 120 kg | Rafael Barreno      | Romel Maza        | Juan Mustafá     |

### W stylu wolnym
| Waga   | złoty             | srebrny        | brązowy         |
| ------ | ----------------- | -------------- | --------------- |
| 55 kg  | Fredy Serrano     | Héctor Camacho | Carlos Vásquez  |
| 60 kg  | Abel Herrera      | César Roberty  | Nelson García   |
| 66 kg  | Edison Hurtado    | Elvis Fuentes  | Andy Cubas      |
| 74 kg  | Ricardo Roberty   | Wilson Medina  | David Cubas     |
| 84 kg  | Cristian Mosquera | José Díaz      | Pool Ambrocio   |
| 96 kg  | Jarlis Mosquera   | Luis Vivenes   | Félix Isisola   |
| 120 kg | Yonsy Sánchez     | Edison Paredes | David Gutiérrez |

### W stylu wolnym kobiet
| Waga  | złoty               | srebrny           | brązowy        |
| ----- | ------------------- | ----------------- | -------------- |
| 48 kg | Ommariel Valenzuela | Carolina Castillo | Flor Quispe    |
| 51 kg | Maria Sarmiento     | Jenny Mallqui     | Juliana Alzate |
| 55 kg | Marcia Andrades     | Lissette Antes    | Daney Céspedes |
| 59 kg | Mirna Henríquez     | Pierina Luza      | Ana Betancour  |
| 63 kg | Yoselin Rojas       | Carolina Valverde | Diana Cruz     |
| 67 kg | Gloria Zabala       | Sandra Mina       | Vercelia Saire |